# نهر بير
نهر بير أو نهر الدب (بالإنجليزية: Bear River) هو أكبر رافد للبحيرة المالحة الكبرى، حيث يستنزف منطقة جبلية ووديان زراعية شمال شرق البحيرة وجنوب شرق سهل نهر الأفعى. يتدفق عبر جنوب غرب وايومنغ وجنوب شرق ولاية أيداهو وشمال ولاية يوتا في الولايات المتحدة. ويمتد على طول ما يقرب من 350 ميل (560 كـم)، وهو أطول أنهار أمريكا الشمالية الذي لا يصب مباشرة في المحيط.

## تاريخ
استوطن جنبات النهر قبائل شعب شوشون. وانتشرت تجارة الفراء من خلال شركة خليج هدسون في المنطقة، وبدأ استكشاف الجزء الجنوبي من نهر الثعبان في وقت مبكر من عام 1812. استكشف جون سي فريمونت المنطقة في عام 1843، وأنشئ طريق مورمون لعبور نهر بير جنوب إيفانستون. اتبعت مسارات كاليفورنيا وأوريجون نهر بير شمالًا من وايومنغ إلى فورت هول في أيداهو. اختار بعض المهاجرين الذين كانو يعبرون هذه المسارات البقاء والاستيطان في النهر حيث استوطنوا وديان نهر بير في أيداهو ويوتا. كان وادي كاش وجهة مبكرة لرواد طائفة المورمون في أواخر أربعينيات القرن التاسع عشر. في 29 يناير 1863، هاجمت قوات من جيش الولايات المتحدة قرية شوشون شتوية في وادي كاش، وقتلت معظم أعضاء الفرقة الشمالية الغربية لشوشون.عُرف الحادث باسم مذبحة بير ريفر.
تم عمل دراسة استكشافية لنهر بير من خلال مؤسسة "كاش ديفيد للتحويل والري" في عام 1868. بعد الانتهاء من أول سكة حديدية ممتدة عبر القارة في عام 1869، تم منح سكة وسط المحيط الهادئ أكثر من ثلث الأراضي في وادي نهر بير من خلال قانون منح الأراضي. واشترى ألكسندر توبونس 52,000 أكر (210 كـم2) من هذه الأرض في عام 1883 مقابل 65,000 دولار. أنشأ هو وجون دبليو كير شركة "مطحنة كورين والقناة والأوراق" المالية وامتلكا في النهاية 90,000 أكر (360 كـم2) من الأراضي في المنطقة. اشترى جون آر بوثويل الكثير من هذه الأرض في عام 1888. أنشأ بوثويل شركة جارفيس كونكلين للرهن العقاري والثقة مع صامويل م.جارفيس ورولاند آر كونكلين، بمبلغ 2 مليون دولار على سندات الرهن العقاري. تم شراء غالبية هذه السندات من قبل جمعيات الكويكرز في اسكتلندا وإنجلترا وأيرلندا. تم استخدام هذه الأموال لإنشاء سد التحويل وقنوات الري، وتوظيف 7000 عامل في أواخر عام 1889. كما اشترت الشركة أيضًا شركة المياه لمدينة أوريغن.
أفلست الشركة بحلول عام 1893، وأعاد حملة السندات تنظيم شركة نهر بير أند أوجدن للمياه مع دبليو إتش رو كرئيس. ثم تم شراء جزء من مشروع القناة من قبل شركة بير ريفر لاند وجزء من مشروع الري من قبل شركة بير ريفر للري.

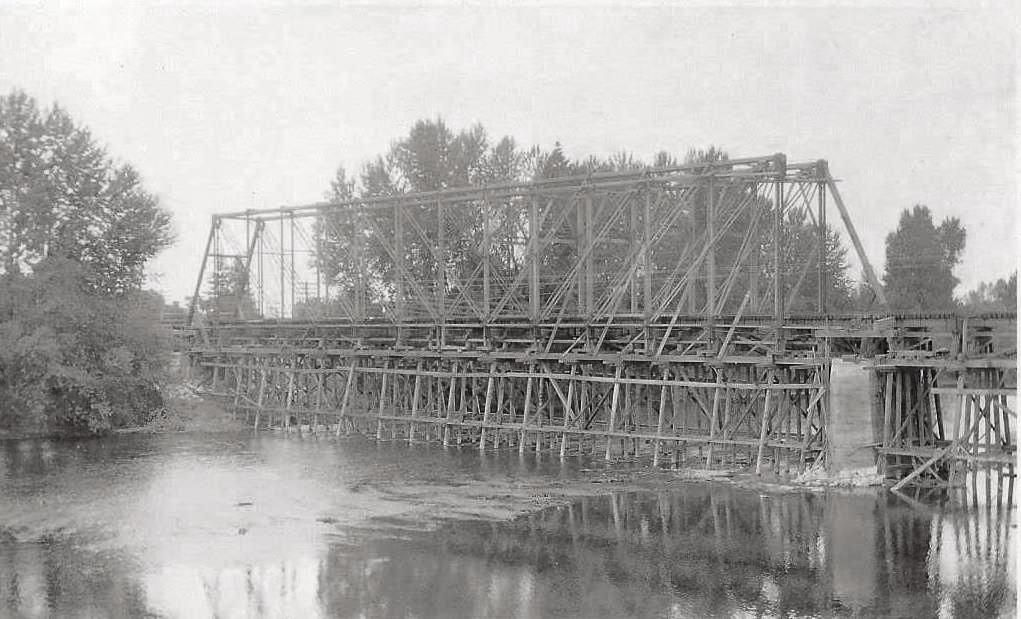
جسر هايدن، الموجود حاليًا في سبرينغفيلد، أوريغون، والذي تم تفكيكه فوق نهر بير بالقرب من كورين، يوتا.

بعد نجاح تنامي شركة ومصنع يوتا للسكر في ليهي، بدأ المزارعون في وادي بير ريفر في تجربة زراعة الشمندر السكري. حقق ذلك ناجحًا، ما دفع كل من توماس ري. كاتلر، وجورج أوستن وموصيا إيفانز، المديرين التنفيذيين في شركة يوتا للسكر، لشراء جزء من شركة نهر بير للري، وأنشئوا "شركة نهر بير لاند وأوركارد والشمندر السكري" في عام 1900. أذن كاتلر بشراء شركة نهر بير للري بأكملها، بالإضافة إلى خيار بمساحة 31,200 أكر (126 كـم2) من الأرض من شركة نهر بير للأراضي في عام 1901. تم تمويل هذا عن طريق إصدار وبيع 500,000 دولار في الأسهم الجديدة في شركة يوتا للسكر. ساهم ذلك في المساعدة على زراعة وري ما مساحته 50,000 أكر (200 كـم2) تقريبا.
وسعت شركة يوتا للسكر القناة الشرقية بين عامي 1902 و1905، وأقامت محطة لتوليد الطاقة الكهرومائية على نهر بير، وركبت مضخة مياه بقوة 2700 حصان على القناة الغربية. تم التفاوض أيضًا مع خط أوريغون شورت لبناء خط سكة حديد من مدينة كورين على طول 16 ميل (26 كـم) شمالًا إلى جارلاند، والذي اكتمل بناؤه عام 1903. قامت شركة يوتا للسكر ببناء مصنع لمعالجة الشمندر السكري في عام 1903 وباستخدام خط السكك الحديدية المشيد حديثًا تم نقل الآلات اللازمة.
في عام 1911، تم بناء سد في واردبورو بولاية أيداهو حول معظم تدفق نهر بير إلى بحيرة بير، وذلك عبر بحيرة الطين ليكون بمثابة خزان لمنطقة الري. يعود الماء إلى النهر عبر قناة خارجية على بعد مسافة قصيرة من التحويل في اتجاه مجرى النهر.
اشترت شركة يوتا باور اند لايت، المعروفة الآن باسم روكي ماونتن باور، الحقوق المائية لشركة يوتا للسكر، بالإضافة للسدود ومحطة الطاقة الكهرومائية وخطوط النقل، وذلك في ديسمبر 1912 مقابل 1.75 مليون دولار. كما اشترت شركة يوتا للسكر القنوات على جانبي نهر بير في عام 1920 وسيطرت عليها حتى نهاية الستينيات.

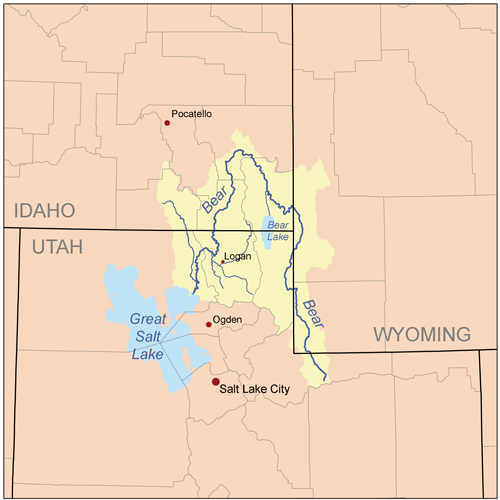
مسار نهر بير

## المسار
يشكل مجرى النهر حرف "U" كبير مقلوب حول الطرف الشمالي لسلسلة جبال واساتش. حيث يرتفع في شمال شرق ولاية يوتا في عدة تفرعات قصيرة على الجانب الشمالي من جبال وينتا العالية في مقاطعة سوميت الجنوبية. يبدأ الجذع الرئيسي لنهر بير عند التقاء نهري هايدن فورك وستيلووتر فورك. ينبع هايدن فورك شمال ممر هايدن المائي غرب بحيرة هايدن. فيما ينبع تفرع ستيلووتر في الحوض الأوسط، وهي هضبة يبلغ ارتفاعها حوالي 10,000 قدم (3,000 م) وتحيط بها قمم عالية من جبل أغاسيز وبحيرة هايدن وقمة سبريد خيغل. يُطلق على أحد روافد بحيرة ستيلووتر اسم التفرع الرئيسي، والذي ينشأ عند آخر مرتفع في الحوض والذي يسمى "هيل هول".
من مصدره، يتدفق نهر بير شمالًا، ويمر عبر الركن الجنوبي الغربي من وايومنغ، ثم عبر إيفانستون ليشكل على خطا على طول الحدود بين ولاية يوتا-وايومنغ أثناء تدفقه شمالًا. يتحول إلى الشمال الغربي إلى مقاطعة بير ليك، ويتدفق عبر وادي بحيرة بير في ولاية أيداهو. هناك يتم تحويل غالبية تدفق النهر إلى بحيرة بير، التي تمتد على حدود يوتا-أيداهو وذلك قبل العودة إلى مجراه الرئيسي بالقرب من مدينة مونتبيلير عبر قناة بير ليك أوتليت على بعد مسافة قصيرة من التحويل. في سودا سبرينغ، بالقرب من الطرف الشمالي لسلسلة جبال واساتش، يتحول نهر بير فجأة إلى الجنوب، ويتدفق عبر بريستون في وادي كاش الواسع الذي يمتد شمالًا من لوغان. يعود النهر ليتدفق عبر ولاية يوتا شمالا، متعرجًا جنوبًا بعد بلدات كورنيش ونيوتن. تم حجزه ليشكل خزان كاتلر، حيث يستقبل نهر ليتل بير من الجنوب. ثم من الطرف الغربي لخزان كاتلر، يتدفق جنوبًا عبر وادي نهر بير في ولاية يوتا بعد مدينة بيفر ريفر. يستقبل نهر مالاد من الشمال مباشرة قبل أن يصب في المسطحات الطينية للخليج على الجانب الشرقي من بحيرة سولت ليك الكبرى؛ حوالي 10 ميل (16 كـم) جنوب غرب مدينة بريجهام. كان نهر بير في يوم من الأيام أحد روافد نهر الأفعى، لكن تدفقات الحمم البركانية شمال صودا سبرينغز، حولته إلى ما كان يعرف آنذاك ببحيرة بونفيل.

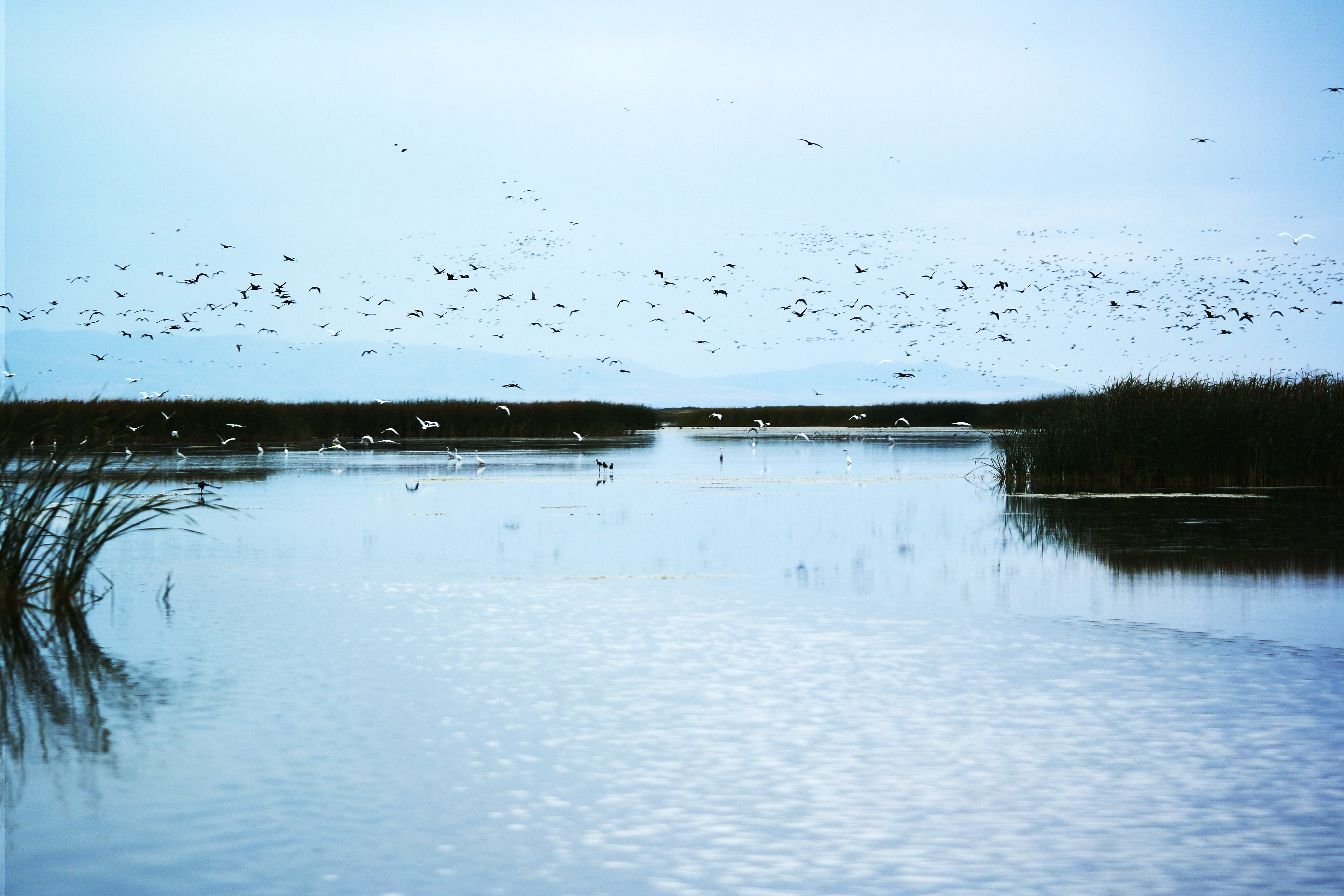
محمية بير ريفر للطيور المهاجرة.

## الاستخدامات والمناطق المحمية
يستخدم النهر على نطاق واسع للري في الوديان الزراعية التي يتدفق من خلالها في مجراه السفلي في ولاية أيداهو وشمال ولاية يوتا. تقع على بعد أقل 10 ميل (16 كـم) من النهر بالقرب من دلتا على بحيرة سولت ليك منطقة محمية يشكل فيها النهر جزءًا من محمية بير ريفر للطيور المهاجرة.

## روابط خارجية
- المجموعة التاريخية لمستجمعات المياه في نهر بير: جامعة ولاية يوتا
- USFWS: ملجأ بير ريفر للطيور المهاجرة
- نهر بير: ملجأ وطني للحياة البرية بقلم في تي ويلسون وراشيل كارسون (1950) (pdf على الإنترنت)
- لجنة نهر بير
- معلومات تدفق نهر بير
- نظام معلومات مستجمعات المياه في نهر بير: جامعة ولاية يوتا
- خادم خرائط نظام معلومات مستجمعات المياه في نهر بير: جامعة ولاية يوتا
- المجموعة الرقمية التاريخية لمستجمعات المياه في نهر بير: جامعة ولاية يوتا